# عين سيدي علي
عين سيدي علي بلدية بولاية الأغواط.

## الموقع
تمتد عين سيدي علي في الجزء الجنوبي الغربي للهضاب العليا الوسطى والأطراف الشمالية الغربية بجبال العمور بالأطلس الصحراوي وهي بذلك أرض سهبية لم تعرف تعمير في تاريخها القديم لانعزالها .
و تعتبر بلدية عين سيدي علي من أقدم بلديات ولاية الأغواط حيث يعود إنشائها إلى سنة 1952 م وهي اليوم تابعة لدائرة قلتة سيدي سعد ولاية الأغواط وتتربع على مساحة 410 كلم² تقع في الجهة الشمالية للولاية حدودها الإدارية كالتالي:
1. من الشمال: 	بلدية عين الذهب (ولاية تيارت)
2. من الجنوب: بلدية الحاج المشري (ولاية الأغواط)
3. من الشرق : بلدية قلتة سيدي سعد (ولاية الأغواط)
4. من الغرب : بلدية شحيمة (ولاية تيارت)

|               | ولاية تيارت  | ولاية تيارت  |
| قلتة سيدي سعد | إسم ؟        | الحاج المشري |
| قلتة سيدي سعد | الحاج المشري | الحاج المشري |

## السكان
يقطن بلدية عين سيدي علي حوالي 9871 نسمة موزعين على منطقتين:
- المنطقة الحضرية: مقر البلدية 6813 ساكن
- المنطقة الريفية المبعثرة 3058 ساكن

## التركيبة الاجتماعية
ينحدر نسب أصل سكان بلدية عين سيدي علي من عرش (بنو هلال) وينقسمون إلى عدة فرق هي كالتالي:
- دوار أولاد مبارك
- دوار سبايل
- دوار أولاد موسى
- دوار أولاد يعقوب ينقسمون إلى فرقتين الغرابة والشراقة
- دوار أولاد عواج
- دوار أولاد عطاء الله
- دوار القيوس

## رؤساء المجلس الشعبي السابقون للبلدية
1. جعفاري عويسة : من جويلية 1962 إلى 15/10/1962 (معين) ثم انتقل إلى المجلس الشعبي الوطني (المجلس التأسيسي) من 16/10/1962 إلى سنة 1964
2. فضيلي زيدان : من أكتوبر 1962 إلى أواخر 1963
3. رخرور عبد القادر : من 1963 إلى 1967
4. ورنيد عمر : من 1967 إلى 1971 (أول رئيس مجلس شعبي بلدي منتخب)
5. ورنيد عمر : من 1971 إلى 1975
6. خليف محمد : 1975 إلى 1979
7. زخروف عبد الرحمن : من 1980 إلى 1985
8. ورنيد عمر : 1985 إلى 1990
9. قبسي عبد القادر : 1991 مندوب بلدي مؤقت لمدة 06 أشهر
10. فضيلي أحمد : من جوان 1990 إلى 1995
11. فواري عبد القادر : من سبتبمر 1995 إلى نوفمبر 1997 مندوب بلدي
12. قطوفي إبراهيم : من نوفمبر 1997 إلى أكتوبر 2002
13. بريكي محمد : من نوفمبر 2002 إلى أكتوبر 2007
14. قطوفي إبراهيم : من نوفمبر 2007 إلى 2012.